# Аверьянова, Элви Валентиновна
Элви (Эльви) Валентиновна Аверьянова (25 сентября 1938, Петрозаводск — 21 декабря 2023, Петрозаводск) — Заслуженный работник культуры Республики Карелия (1998) и Российской Федерации (2004), директор музея-заповедника «Кижи» (2000—2013).

## Биография
Родилась 25 сентября 1938 года в Петрозаводске. Поступила в Петрозаводский государственный университет, который окончила в 1966 году. Работала на заводе Петрозаводскмаш и в Совете министров КАССР.
С 1999 года ― директор Государственного историко-архитектурного и этнографического музея-заповедника «Кижи». За время руководства Аверьяновой музей стал федеральным учреждением культуры, учреждена служба реставрации, проведена реставрация 6 исторических зданий музея в Петрозаводске.
Элви Аверьянова скончалась 21 декабря 2023 года.